# 罗斯 (地理)

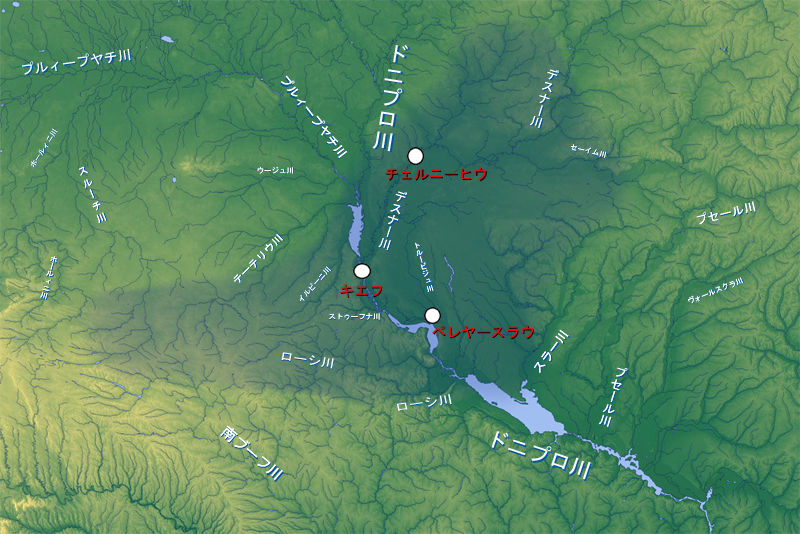
古罗斯的大致范围

罗斯是东欧的一个地名。其大致范围位于第聂伯河中游，即今天乌克兰境内的一个由基輔-切尔尼戈夫-佩列亚斯拉夫所构成的大三角。在一部分古代文献和编年史中也被称为“罗斯之地”（Русьская земля）。它是存在于9世纪至13世纪中叶的基辅罗斯的中心地带，其名称一度被后者作为正式国名使用。起初，“罗斯”一词仅仅只是一个地理概念，在基辅罗斯之后便逐渐转变为国家政权名称等政治和民族概念。基辅罗斯分裂之后，这个词先后被用作曾统治罗斯地区的波兰王国、立陶宛大公国、莫斯科大公国以及哥萨克酋长国等国的尊称，各个教会的主教也使用它作为头衔，“罗斯”一词还成为了俄罗斯、罗塞尼亚等词汇的词源，并至今仍被用作俄罗斯等东斯拉夫国家的雅称之一。